# 惡魔高校D×D
《惡魔高校D×D》，是日本作家石踏一榮發表在富士見Fantasia文庫上的輕小說作品，插畫部分由美山零負責。

## 內容大綱
兵藤一誠原本是一個好色的平凡高中生，卻莫名其妙的在第一次的約會當中被真身為墮天使化身的女友殺害？！
「你已經轉生變成惡魔了。為我工作吧！」
生命垂危之際，被學校的學姊莉雅絲·吉蒙里所拯救，代價則是被實際身分為惡魔的莉雅絲轉生成她的惡魔隨從。只要一步一腳印地走下去，總有一天也會獨立收自己的眷屬，一誠因而立下了一個遠大的目標：
「我要成為後宮王！」
不過在這個惡魔、天使以及墮天使，還有其他神魔之流都真實存在的世界，一誠漸漸了解到事情並非這麼輕鬆！

## 用語
惡魔棋子（Evil Piece）
以現實世界的西洋棋為範本，由現魔王別西卜製作，用於提升惡魔戰力的棋子。在排名遊戲中有國王×1、皇后×1、城堡×2、騎士×2、主教×2、士兵×8，不含國王有十五枚棋子。
皇后、城堡、騎士、主教、士兵均是國王的眷屬，起初為下級惡魔，如表現優異可升級為上級惡魔，並獲得魔王發放的排名棋子。
人物能力較高，所需的棋子也會較多。例如：一誠由於體內神器的關係，所以是以神器：一誠=7：1的比例，使用全數八枚士兵棋子。
而在惡魔棋子系統完成之後，有些棋子會產生錯誤，成為突變棋子，可以只用單顆棋子將需要多顆棋子才能轉生的對象變為轉生惡魔。例如：加斯帕因為吸血鬼血統以及神器的關係，原本轉生條件不只需要一個主教，但是可以只用一個突變棋子成為轉生惡魔。
其轉生的對象基本上是人類，但是惡魔以及龍也可以藉由棋子系統來成為國王的眷屬。聖獸以及神格級人物都在轉生的對象之外。
皇后的價值相當於九個士兵，城堡的價值相當於五個士兵，騎士和主教的價值相當於三個士兵。
每個棋子所擁有的能力︰
- 皇后（Queen）：同時擁有城堡、騎士以及主教的能力。
- 城堡（Rook）：擁有高攻擊力與高防禦力。可以使用入堡來直接調換國王與自己的位置。
- 騎士（Knight）：擁有高速度。
- 主教（Bishop）：擅長使用魔力。
- 士兵（Pawn）：擁有『升變』的能力，處在國王認定為『敵方陣地』的地方時能夠升變為國王以外的棋子。

排名遊戲（Rating Game）
是現在決定惡魔地位的主要方式。大戰過後，惡魔72柱中有許多純血家族都已經斷絕，為了提昇惡魔戰力，現任魔王別西卜開發惡魔棋子來進行惡魔轉生；轉生惡魔都是下級惡魔，排名遊戲就是一種讓下級惡魔升級的管道，是一種因應時代打破傳統維持種族延續的賽事，而且由於戰爭是很久以前的事，對於三方勢力互相牽制而沒有大型衝突的狀況，年輕的上級惡魔也靠著排名遊戲來進行實戰訓練。
排名遊戲是由上級與最上級惡魔以自身為王，帶領麾下眷屬進行的戰鬥競賽，但這並非單純的戰鬥，會設下許多規則與限制，如何利用規則與限制以及地形活用都會影響到王的評價。依照比賽中的表現，得到高評價就能提升身為惡魔的地位，即使是做為眷屬的下級轉生惡魔也可以透過表現來提昇地位，進而升上中級、上級乃至最上級。
轉生惡魔升級以後，可由魔王賜予惡魔棋子，以國王的身份收集眷屬參加排名遊戲。然而，當自己的主人要進行遊戲時，還是必須回歸眷屬身份參加遊戲。
作為惡魔領導的四大魔王並不會參加遊戲。
神器（Sacred Gear）
由聖經中的神所製造出來的物品，每種神器都有特殊的能力。只會寄宿於擁有人類血統的人身上，只要混有人類的血在出生時就有可能獲得神器。
神器會依照宿主的精神狀況來運作；若處於精神低迷的狀態下，神器的效益就會比平常差；反之則會使得神器的威力提升（但是威力通常還是取決於宿主的基本素質）。
神器被抽取出來之後原持有者會死亡。
神滅具（Longinus）
在神器當中有些種類的神器擁有較強的力量，其威力強大到可以殺死神，因而被稱為神滅具。由於此種神器非常強大及危險，被天界及神子監視者嚴密追蹤其動向。
之前在世間已知的神滅具只有十三種。
禁手（Balance Breaker）
禁用的不祥外法，是神器的究極領域。能把神器完全運用自如的神器使，精神因為某些事發生重大變化時才能達到這個境界。通過急劇變化所產生的快樂、悲傷、喜悅、難過、恐懼等各種情感化作動力而將神器發揮到極致的狀態。
霸龍（Juggernaut Drive）
神滅具赤龍帝的手甲以及白龍皇的光翼才能發動的特殊能力，其力量高過於禁手。發動其能力需要吟誦咒文，一旦發動後會解放二天龍原本的力量。使用此能力會消耗大量的魔力，魔力若是消耗殆盡則會開始耗損生命力。此外，「獅子王的戰斧」等內部被封印了魔獸靈魂的神滅具也有類似的能力「霸獸」。
神聖使者（Brave Saint）
以撲克牌為範本，由天界參考惡魔棋子所研發出來的轉生天使技術，用以彌補因神已死而無法增加的天使數量。
以四大熾天使以及其他六位熾天使成員為國王（K），統領順位A到Q的十二位部下。
就像惡魔棋子有突變棋子的錯誤一樣，神聖使者也有著鬼牌（Joker）的Bug。身為Joker的轉生天使並不屬於任何一位熾天使，而是作為天界的特殊部隊，遇到緊急狀況時必須要服從各個熾天使的「赦令」出外行動。
聖劍王者之劍（Excalibur）
古早的戰爭中毀損，教會將其碎片蒐集並用煉金術鍊成七把聖劍。
支配的聖劍：能夠隨意操縱任何東西的特性能力。
破壞的聖劍：顧名思義，就是特化了攻擊能力。其破壞力相當驚人。
擬態的聖劍：能變成任何姿態的特性。
天閃的聖劍：能將所有者的速度提升到極限，所揮出的劍速也能大幅提高。
夢幻的聖劍：能使用幻術或者操縱夢。這把劍和那些熟習魔法的人相性會比較好，
透明的聖劍：是把除了刀身，連持有者也能透明化的聖劍。
祝福的聖劍：和信仰有關。主要在神聖儀式中能發揮效果。能弱化身為驅魔師的敵人的吸血鬼或者是惡魔，提高驅魔師的能力，或者是賜予彌撒者以幸運。

## 神滅具列表
赤龍帝的手甲（Boosted Gear）
裡面封有「赤龍帝」德萊格的神滅具，目前持有者是兵藤一誠。
能力一：每10秒就可以讓力量加倍一次
能力二：將加倍的力量轉讓給人、神器或是物品，強化其能力
禁手：赤龍帝的鎧甲
霸龍咒文：
『吾，乃覺醒者』
『乃自神奪得霸之理之二天龍也』
『嗤笑無限，憂慮夢幻』
『吾，當成赤龍之霸王』
『將汝沉入紅蓮煉獄』
『吾，乃覺醒者』
『乃霸之理之赤龍帝』
『胸懷無限與希望，邁入王道』
『吾，當成赤龍之王者』
『與汝等约定展示深红閃耀的未來』
白龍皇的光翼（Divine Dividing）
裡面封有「白龍皇」阿爾比恩的神滅具，目前持有者是瓦利·路西法。
能力一：每10秒讓對方的力量減半一次，並將那些減半的力量給自己使用
能力二：可以把目標的體積減半
禁手：白龍皇的鎧甲
霸龍咒文：
『吾，乃覺醒者』
『乃遭霸之理奪去一切之二天龍也』
『嫉妒無限，思念夢幻』
『吾，當極白龍之霸道』
『邀汝進入無垢極限』
獅子王的戰斧（Regulus Nemea）
聖經中的神將希臘神話的涅墨亞獅子封入神器中而創造出來的神滅具，擁有自我意識；可以隨意變成獅子或是戰斧，目前的持有者是塞拉歐格。
能力一：對目標造成極大的威力，極限一擊可以劈開大地
能力二：抵擋針對持有者的遠程攻擊
亞種禁手：獅子王的剛皮
黃昏聖槍（True Longinus）
三樣聖遺物神滅具之一，內含神遺留下來的遺志而有著自我意識；因曾拿來刺殺過耶穌而被稱為最強的神滅具。作為聖槍也擁有神聖之力，對於惡魔以及魔物而言相當危險。
擁有稱為霸輝的特殊能力，由裡頭殘存的神之遺志在不同的場合中引發出不同的力量；發動時要吟唱咒文。
原持有者是曹操，小說12卷中曹操與一誠再次交手時捨棄了曹操的「霸業」而選擇了一誠的夢想，後來被帝釋天搶走，在小說16卷中曹操向帝釋天取回了聖槍。
禁手：真冥白夜聖槍（未使用）
亞種禁手：極夜之天輪聖王的輝迴槍；擁有七種能力
輪寶：優先破壞場上力量最強武器，並且給予對方穿刺傷害
女寶：時間內封鎖女性特殊能力；優先場上能力最高排序，最多三人且無法迴避
馬寶：移動敵人至任意位置也可對自身使用
珠寶：吸收敵人攻擊並且可在任意方位返回
象寶：飛行能力
居士寶：分身能力
將軍寶：極強破壞力及衝擊的球體攻擊
霸輝咒文：
『長槍啊！貫穿神的真正聖槍啊！』
『吸取沉眠在我體內的霸王之理想，挖開祝福與毀滅之間的夾縫』
『汝啊，闡述遺志，化為光輝吧』
絕霧（Dimension Lost）
上位神滅具之一，原持有者是格奧爾克。在小說12卷中，遭到擊敗後被帝釋天搶走。
能力：以持有者為中心無限地擴散靈氣，可以將進入其中的所有物體都封印起來，甚至能夠送入異次元
禁手：霧中的理想國
魔獸創造（Annihilation Maker）
上位神滅具之一，原持有者是李奧納多。在小說12卷中，遭到擊敗後被帝釋天搶走。
能力：憑藉想像力來創造出各種魔獸，想像力越強創造出的魔獸也越多元
亞種禁手：破滅的霸獸鬼
煌天雷獄（Zenith Tempest）
上位神滅具之一，力量僅次於黃昏聖槍，目前持有者是杜立歐。
能力一：操控天氣
能力二：支配所有的元素屬性
禁手：聖天虹使的必罰 終末的綺羅星
黑刃狗神（Canis Lycaon）
持有者為幾瀨鳶雄。
該神器平常以一隻黑狗的形態獨立行動。
是由兩個存在所組成「阿卡迪亞的邪惡之王萊卡翁」以及「斬殺火之迦具土神的最強十束劍-天之尾羽張」
禁手：夜天光的亂刃狗神
幽世聖杯（Sephiroth's Cup）
聖遺物類型的神滅具之一。
能力：可復活已滅亡之物，或是改變存在的生命本質，去除其弱點。
疑似已經被破壞成碎片，並且在第十九卷中出現其部份碎片，目前已完整合而為一，持有者為瓦雷莉。
紫炎祭主的行刑台（Incinerate Anthem）
聖遺物類型的神滅具之一，持有者是華波加，是特殊的獨立型神滅具，會以自我意識自己選擇並且移動到主人身邊。在十九卷中華波加戰敗後被幾瀨鳶雄回收。
目前持有者是凜特·瑟然。
能力：製造出紫色的十字型聖火，對任何事物（尤其是惡魔）造成強大的破壞力。
亞種禁手：來自最終審判者的霸焰裁決。是將八歧大蛇一半的靈魂融入其中所展現的型態，展現出在巨大紫炎十字架上捆綁著全身燃燒神聖紫炎的八頭邪龍。
禁手：曾為紫炎愛的霸焰天使。用紫焰生成三個天使，還可合體為超大化單體。
永遠的冰姬（Absolute Demige）
使用者：魔法師協會『灰色魔術師』冰之拉維尼亞。出自作者另一本小說SLASH/DOG。
使用時須詠唱咒文：《——從悠久之眠當中，甦醒吧。然後，將永恆之眠帶給愚者們——》。
能召喚三公尺高的人型，貌似童話書裡的公主，但是臉是異形，手有四隻──未確認但有可能為獨立具現型神器。
使用者這時雙眼會宛如深海般深沉，似乎還擁有強大的冰凍能力。
使用者目前跟著『刃狗』幾賴鳶雄一起行動。

### 兩者合一的神滅具
終極羯磨（Telos Karma）
十三具神滅具之一，在第二十五卷中出現，使用者為神崎光也。
與蒼藍革新的箱庭一併使用，能夠在自己構築的世界中冒充上帝。
蒼藍革新的箱庭（Innovate Clear）
十三具神滅具之一，在第二十五卷中出現，外表為蒼藍色的手機，使用者為神崎光也。
與終極羯磨一併使用，能夠在自己構築的世界中冒充上帝。

### 新訂神滅具級認定五種
支配時空的邪眼王（aeon balor）
持有者為加斯帕·弗拉迪。
能力已超脫「停止世界的邪眼」，故登入為別種。
深潭的蓋世王冠（alphecca tyrant）
聖遺物類型的神滅具之一，持有者為梅瑞蒂絲·阿爾丁頓。
擁有用聖釘修改神器持有者概念和進行攻擊的能力。
機界皇子（unknown dictator）
持有者為馬格納斯·羅斯。
擁有自在操控機械、電子設備的能力。
終結的翠綠海之詠（nereis kyrie）
持有者為英格維爾·利維坦。
通過唱歌可以鎮壓或者鼓舞龍族，還能支配海洋。
星碎劍與星穿銃（star buster star blaster）
持有者為流星。
還沒禁手就有毀滅山林、撕裂大地甚至轟飛非戰鬥系神祇的威力。

## 出版書籍

### 輕小說
| 卷數 | 日文副標題 | 中文副標題         | 富士見書房                                      | 富士見書房                                                        | 台灣角川       | 台灣角川               |
| 卷數 | 日文副標題 | 中文副標題         | 發售日期                                        | ISBN                                                              | 發售日期       | ISBN                   |
| ---- | ---------- | ------------------ | ----------------------------------------------- | ----------------------------------------------------------------- | -------------- | ---------------------- |
| 1    |            | 舊校舍的惡魔       | 2008年9月20日                                   | ISBN 978-4-8291-3326-2                                            | 2012年2月23日  | ISBN 978-986-287-599-5 |
| 2    |            | 戰鬥校舍的不死鳥   | 2008年12月20日                                  | ISBN 978-4-8291-3358-3                                            | 2012年4月21日  | ISBN 978-986-287-696-1 |
| 3    |            | 月光校園的王者之劍 | 2009年4月20日                                   | ISBN 978-4-8291-3391-0                                            | 2012年6月25日  | ISBN 978-986-287-748-7 |
| 4    |            | 停止教室的吸血鬼   | 2009年9月20日                                   | ISBN 978-4-8291-3427-6                                            | 2012年8月9日   | ISBN 978-986-287-857-6 |
| 5    |            | 冥界集訓的地獄貓   | 2009年12月19日                                  | ISBN 978-4-8291-3470-2                                            | 2012年10月25日 | ISBN 978-986-287-921-4 |
| 6    |            | 體育館後的聖光     | 2010年3月20日                                   | ISBN 978-4-8291-3500-6                                            | 2012年11月23日 | ISBN 978-986-325-027-2 |
| 7    |            | 放學後的諸神黃昏   | 2010年7月17日                                   | ISBN 978-4-8291-3540-2                                            | 2013年2月16日  | ISBN 978-986-325-145-3 |
| 8    |            | 惡魔的工作         | 2010年12月17日                                  | ISBN 978-4-8291-3593-8                                            | 2013年4月24日  | ISBN 978-986-325-307-5 |
| 9    |            | 教學旅行是萬魔殿   | 2011年4月20日                                   | ISBN 978-4-8291-3628-7                                            | 2013年7月26日  | ISBN 978-986-325-421-8 |
| 10   |            | 校慶的獅子心       | 2011年9月17日                                   | ISBN 978-4-8291-3677-5                                            | 2013年8月15日  | ISBN 978-986-325-534-5 |
| 11   |            | 升級考試與無限龍神 | 2012年1月20日                                   | ISBN 978-4-8291-3720-8                                            | 2013年10月25日 | ISBN 978-986-325-650-2 |
| 12   |            | 課後輔導的英雄們   | 2012年4月20日                                   | ISBN 978-4-8291-3749-9                                            | 2013年12月7日  | ISBN 978-986-325-712-7 |
| 13   |            | 一誠SOS            | 2012年9月20日(通常版) 2012年9月6日(限定版)      | ISBN 978-4-8291-3798-7(通常版) ISBN 978-4-8291-9767-7(限定版)     | 2014年2月4日   | ISBN 978-986-325-790-5 |
| 14   |            | 進路輔導的魔法師   | 2013年1月19日                                   | ISBN 978-4-8291-3845-8                                            | 2014年5月21日  | ISBN 978-986-325-939-8 |
| 15   |            | 向陽處的黑暗騎士   | 2013年6月20日（通常版） 2013年5月30日（限定版） | ISBN 978-4-8291-3898-4（通常版） ISBN 978-4-8291-9768-4（限定版） | 2014年7月10日  | ISBN 978-986-325-990-9 |
| 16   |            | 課外教學的晝行者   | 2013年10月19日                                  | ISBN 978-4-04-712912-2                                            | 2014年8月27日  | ISBN 978-986-366-090-3 |
| 17   |            | 教師研習的女武神   | 2014年2月20日                                   | ISBN 978-4-04-070031-1                                            | 2014年12月19日 | ISBN 978-986-366-279-2 |
| 18   |            | 聖誕節的搞笑天使   | 2014年6月20日                                   | ISBN 978-4-04-070127-1                                            | 2015年5月22日  | ISBN 978-986-366-510-6 |
| 19   |            | 總選舉的杜蘭朵     | 2014年11月20日                                  | ISBN 978-4-04-070146-2                                            | 2015年10月19日 | ISBN 978-986-366-751-3 |
| 20   |            | 出路諮詢的彼列     | 2015年7月18日                                   | ISBN 978-4-04-070665-8                                            | 2016年4月13日  | ISBN 978-986-473-018-6 |
| 21   |            | 自由上學的路西法   | 2016年3月19日                                   | ISBN 978-4-04-070666-5                                            | 2017年2月2日   | ISBN 978-986-473-491-7 |
| 22   |            | 畢業典禮的吉蒙里   | 2016年7月20日                                   | ISBN 978-4-04-070965-9                                            | 2017年9月20日  | ISBN 978-986-473-905-9 |
| 23   |            | 球技大會的鬼牌     | 2017年3月18日                                   | ISBN 978-4-04-070963-5                                            | 2018年4月26日  | ISBN 978-957-564-132-0 |
| 24   |            | 校外教學的死神     | 2017年11月17日                                  | ISBN 978-4-04-072378-5                                            | 2019年4月15日  | ISBN 978-957-564-842-8 |
| 25   |            | 暑假講習的世界樹   | 2018年3月20日                                   | ISBN 978-4-04-072379-2                                            | 2020年3月25日  | ISBN 978-957-743-616-0 |

| 卷數 | 日文副標題 | 中文副標題               | 富士見書房                                       | 富士見書房                                                        | 台灣角川       | 台灣角川               |
| 卷數 | 日文副標題 | 中文副標題               | 發售日期                                         | ISBN                                                              | 發售日期       | ISBN                   |
| ---- | ---------- | ------------------------ | ------------------------------------------------ | ----------------------------------------------------------------- | -------------- | ---------------------- |
| DX01 |            | 轉生天使也瘋狂           | 2015年3月20日（通常版） 2015年3月10日（限定版）  | ISBN 978-4-04-070332-9（通常版） ISBN 978-4-04-070312-1（限定版） | 2016年11月14日 | ISBN 978-986-473-373-6 |
| DX02 |            | 膜拜吧☆龍神少女！        | 2015年12月19日（通常版） 2015年12月9日（限定版） | ISBN 978-4-04-070379-4（通常版） ISBN 978-4-04-070402-9（限定版） | 2017年12月7日  | ISBN 978-986-853-121-5 |
| DX03 |            | 十字x危機                | 2016年11月19日                                   | ISBN 978-4-04-070964-2                                            | 2018年4月12日  | ISBN 978-957-564-133-7 |
| DX04 |            | 學生會與利維坦           | 2017年7月20日                                    | ISBN 978-4-04-072377-8                                            | 2018年6月19日  | ISBN 978-957-564-241-9 |
| DX05 |            | 超級英雄的考驗           | 2019年3月20日                                    | ISBN 978-4-04-073163-6                                            | 2020年10月14日 | ISBN 978-986-524-035-6 |
| DX06 |            | 請問您今天要來點惡魔嗎？ | 2021年3月19日                                    | ISBN 978-4-04-074026-3                                            | 2021年10月25日 | ISBN 978-986-524-886-4 |
| DX07 |            | 祖先大人是搗蛋鬼？       | 2022年3月19日                                    | ISBN 978-4-04-074481-0                                            | 2023年3月20日  | ISBN 978-626-352-354-8 |

真ハイスクールD×D
原案：石踏一榮、作畫：きくらげ
| 卷數 | 日文副標題 | 富士見書房     | 富士見書房             |
| 卷數 | 日文副標題 | 發售日期       | ISBN                   |
| ---- | ---------- | -------------- | ---------------------- |
| 1    |            | 2018年7月20日  | ISBN 978-4-04-072825-4 |
| 2    |            | 2018年12月20日 | ISBN 978-4-04-072826-1 |
| 3    |            | 2019年8月20日  | ISBN 978-4-04-072827-8 |
| 4    |            | 2020年2月20日  | ISBN 978-4-04-073547-4 |

### 漫畫
| 卷數 | 富士見書房    | 富士見書房             | 台灣角川       | 台灣角川               |
| 卷數 | 發售日期      | ISBN                   | 發售日期       | ISBN                   |
| ---- | ------------- | ---------------------- | -------------- | ---------------------- |
| 1    | 2011年6月9日  | ISBN 978-4-04-712733-3 | 2012年10月19日 | ISBN 978-986-325-011-1 |
| 2    | 2011年12月9日 | ISBN 978-4-04-712767-8 | 2013年1月12日  | ISBN 978-986-325-182-8 |
| 3    | 2012年7月6日  | ISBN 978-4-04-712814-9 | 2013年5月11日  | ISBN 978-986-325-394-5 |
| 4    | 2013年1月9日  | ISBN 978-4-04-712852-1 | 2013年10月16日 | ISBN 978-986-325-658-8 |
| 5    | 2013年9月9日  | ISBN 978-4-04-712900-9 | 2014年8月14日  | ISBN 978-986-366-098-9 |
| 6    | 2014年4月9日  | ISBN 978-4-04-070080-9 | 2015年2月6日   | ISBN 978-986-366-348-5 |
| 7    | 2014年12月9日 | ISBN 978-4-04-070457-9 | 2015年8月6日   | ISBN 978-986-366-671-4 |
| 8    | 2015年8月8日  | ISBN 978-4-04-070597-2 | 2016年1月20日  | ISBN 978-986-366-939-5 |
| 9    | 2016年5月9日  | ISBN 978-4-04-070881-2 | 2017年4月20日  | ISBN 978-986-473-629-4 |
| 10   | 2017年5月9日  | ISBN 978-4-04-072282-5 | 2018年4月23日  | ISBN 978-957-564-145-0 |
| 11   | 2018年4月9日  | ISBN 978-4-04-072669-4 | 2019年3月11日  | ISBN 978-957-564-793-3 |

ハイスクールD×D アーシア&小猫 ヒミツのけいやく!?
原案：みやま零、作畫：ヒロイチ
| 卷數 | 富士見書房   | 富士見書房             |
| 卷數 | 發售日期     | ISBN                   |
| ---- | ------------ | ---------------------- |
| 全   | 2012年3月7日 | ISBN 978-4-04-712785-2 |

ハイスクールD×D アクマのおしごと
原案：みやま零、作畫：粗製ＳＯＤＡ
| 卷數 | 富士見書房   | 富士見書房             |
| 卷數 | 發售日期     | ISBN                   |
| ---- | ------------ | ---------------------- |
| 全   | 2013年9月9日 | ISBN 978-4-04-712898-9 |

### 畫集
| 卷數 | 富士見書房    | 富士見書房             | 台灣角川      | 台灣角川               |
| 卷數 | 發售日期      | ISBN                   | 發售日期      | ISBN                   |
| ---- | ------------- | ---------------------- | ------------- | ---------------------- |
| 全   | 2014年2月19日 | ISBN 978-4-04-712940-5 | 2015年4月17日 | ISBN 978-986-366-435-2 |

## 電視動畫
第一期動畫於2012年1月播放。
2012年9月公佈製作第二期動畫，於2013年7月播放，名稱為惡魔高校D×D NEW。
2014年6月公佈製作第三期動畫。於2015年4月播放，名稱為惡魔高校D×D BorN。
2016年10月公佈製作第四期動畫。於2018年4月10日AT-X電視台首播，名稱為惡魔高校D×D HERO。

### 製作人員
- 原作 - 石踏一榮
- 原作插畫 - 美山零
- 監督 - 柳澤哲也（第1期 - 第3期）、末田宜史（第4期）
- 系列構成 - 吉岡孝夫（第1期 - 第3期）、古怒田健志（第4期）
- 人物設計 - 後藤潤二（第1期 - 第3期）、宇野真（第4期）
- 總作画監督 - 後藤潤二（第1期 - 第3期）、喜多幡徹（第4期）
- 美術監督 - 池田繁美（第1期 - 第2期）、倉田憲一（第3期）、坪井健太（第4期）
- 色彩設計 - 池田ひとみ（第1期 - 第2期）、古市裕一（第3期）、鈴木咲絵（第4期）
- 攝影監督 - 笠井亮平（第1期）、千葉洋之（第2期 - 第3期）、石黒晴嗣（第4期）
- 編輯 - 櫻井崇（第1期 - 第2期）、肥田文（第3期）、定松剛（第4期）
- 音響監督 - 明田川仁（第1期 - 第4期）
- 音樂 - 中西亮輔（第1期 - 第4期）
- 製作人 - 田中信作、臼井久人、畑野純、土橋哲也、齋藤滋、畠山拓郎
- 音樂制作 - Lantis（第1期 - 第4期）
- 企劃製作 - GENCO（第1期 - 第3期）
- 動畫制作 - TNK（第1期 - 第3期）、Passione（第4期）
- 製作
  - 第1期 - 惡魔高校D×D製作委員会（Media Factory、SHOWGATE、富士見書房、AT-X、Lantis、GENCO）
  - 第2期 - 惡魔高校D×D NEW製作委員会
  - 第3期 - 惡魔高校D×D BorN製作委員會
  - 第4期 - 惡魔高校D×D HERO製作委員會

### 主題曲
第1期
片頭曲「Trip -innocent of D-」（第2話 - 第11話、第13話、第14話）
作詞：桐島愛里，作曲：C.G mix，編曲：C.G mix·尾崎武士，歌：Larval Stage Planning
第1話為片尾曲；第12話為插曲。
片尾曲「STUDY × STUDY」（第2話 - 第14話）
作詞：，作曲、編曲：高田曉，歌：StylipS
第2期
月光校園的王者之劍篇
片頭曲「Sympathy」（第1話 - 第6話）
作詞：朝見凛，作曲：C.G mix，編曲：C.G mix·星野威，歌：Larval Stage Planning
片尾曲（第1話 - 第6話）
作詞、作曲、編曲：ZAQ，歌：神祕學研究社成員（莉雅絲·吉蒙里（日笠陽子）、姬島朱乃（伊藤靜）、愛西亞·阿基多（淺倉杏美）、塔城小貓（竹達彩奈））
停止教室的吸血鬼篇
片頭曲（第7話 - 第12話）
作詞、作曲、編曲、歌：ZAQ
片尾曲（第7話 - 第12話）
作詞：，作曲、編曲：高田曉
歌：神祕學研究社成員（莉雅絲·吉蒙里（日笠陽子）、姬島朱乃（伊藤靜）、愛西亞·阿基多（淺倉杏美）、塔城小貓（竹達彩奈）、潔諾薇亞（種田梨沙）、加斯帕·弗拉迪（佐倉綾音））
第3期
片頭曲「BLESS YoUr NAME」
作詞、作曲：松井洋平，編曲：倉內達矢，歌：ChouCho
片尾曲
作詞：，作曲：，編曲：近藤圭一，歌：StylipS
第4期
片頭曲「SWITCH」
作詞、作曲、歌：Minami，編曲：AstroNotes
片尾曲
作詞、歌：，作曲、編曲：河田貴央

### 各話標題
| 話數                          | 日文標題 | 中文標題                         | 劇本       | 分鏡        | 演出                | 作畫監督 | 改編原作小說    |
| 第1期                         | 第1期    | 第1期                            | 第1期      | 第1期       | 第1期               | 第1期 | 第1期           |
| ----------------------------- | -------- | -------------------------------- | ---------- | ----------- | ------------------- | --- | --------------- |
| 第1話                         |          | 交到女朋友啦！                   | 吉岡孝夫   | 柳澤哲也    | 久保太郎            | 後藤潤二 | 第1卷           |
| 第2話                         |          | 放棄當人啦！                     | 吉岡孝夫   | 小寺勝之    | 近藤一英            | 依田正彦 | 第1卷           |
| 第3話                         |          | 交到朋友啦！                     | 吉岡孝夫   | 小林孝志    | 小林浩輔            | 中島美子 | 第1卷           |
| 第4話                         |          | 救了朋友！                       | 吉岡孝夫   | 飯村正之    | 飯村正之            | 北村友幸、久保茉莉子 柳瀨讓二 | 第1卷           |
| 第5話                         |          | 打倒前女友！                     | 吉岡孝夫   | 柳澤哲也    | 柳澤哲也            | 神田岳、石動仁 | 第1卷           |
| 第6話                         |          | 在當惡魔了！                     | 吉岡孝夫   | 小寺勝之    | 清水明              | 藤原未來夫 | 第8卷           |
| 第7話                         |          | 使魔到手了！                     | 吉岡孝夫   | 三原武憲    | 三原武憲            | 久保茉莉子、伊藤大翼 海保仁美、藤田真弓 | 第8卷           |
| 第8話                         |          | 要吵架了！                       | 吉岡孝夫   | 小寺勝之    | 小林孝志            | 大河原晴男、 石動仁 | 第2卷           |
| 第9話                         |          | 開始修行啦！                     | 吉岡孝夫   | 中村憲由    | 小林浩輔            | 中島美子 | 第2卷           |
| 第10話                        |          | 決戰開始了！                     | 吉岡孝夫   | 天衝        | 飯村正之            | 山田勝、都竹隆治 丸山修二、神田岳 | 第2卷           |
| 第11話                        |          | 決戰熱烈進行中！                 | 吉岡孝夫   | 中村憲由    | 久保太郎            | 小山知洋 | 第2卷           |
| 第12話                        |          | 來遵守諾言啦！                   | 吉岡孝夫   | 柳澤哲也    | 柳澤哲也            | 後藤潤二、神田岳 石動仁、 | 第2卷           |
| 第13話 （OVA）                |          | 胸部開花結果！                   | 吉岡孝夫   | 柳澤哲也    | 小林孝志            | 後藤潤二 |                 |
| 第14話 （OAD）                |          | 尋求胸部！                       | 吉岡孝夫   | 小寺勝之    | 飯村正之            | 後藤潤二 |                 |
| 第2期「月光校園的王者之劍篇」 |          |                                  |            |             |                     | |                 |
| 第1話                         |          | 不祥的預感，再現！               | 吉岡孝夫   | 柳澤哲也    | 飯村正之            | 後藤潤二 | 第3卷           |
| 第2話                         |          | 聖劍，到來！                     | 吉岡孝夫   | 小寺勝之    | 松澤建一            | 飯飼一幸、秋田英人 大橋藍人 | 第3卷           |
| 第3話                         |          | 聖劍，破壞！                     | 吉岡孝夫   | 小林孝志    | 小林孝志            | 神田岳 | 第3卷           |
| 第4話                         |          | 強敵，現身！                     | 吉岡孝夫   | 中村憲由    | 阿宮正和            | 中島美子 空流邊廣子 | 第3卷           |
| 第5話                         |          | 決戰，駒王學園！                 | 吉岡孝夫   | 柳澤哲也    | 柳澤哲也            | 小山知洋 大橋藍人 | 第3卷           |
| 第6話                         |          | 去吧！神祕學研究社！             | 吉岡孝夫   | 久保太郎    | 久保太郎            | 神田岳、大橋藍人 石動仁 | 第3卷           |
| 第2期「停止教室的吸血鬼篇」   |          |                                  |            |             |                     | |                 |
| 第7話                         |          | 夏天！泳裝！危機！               | 吉岡孝夫   | 小寺勝之    | 清水一伸            | 青山正宣 | 第4卷           |
| 第8話                         |          | 授業參觀，開始了！               | 吉岡孝夫   | 飯村正之    | 飯村正之            | 古賀誠、山崎輝彦 都竹隆治 | 第4卷           |
| 第9話                         |          | 有後輩了！                       | 吉岡孝夫   | 小林孝志    | 小林孝志            | 深川可純、川島尚 門智昭 | 第4卷           |
| 第10話                        |          | 各式各樣，相互剋制！             | 吉岡孝夫   | 小寺勝之    | 新田義方            | 中島美子 空流邊廣子 | 第4卷           |
| 第11話                        |          | 首領會談，開始了！               | 吉岡孝夫   | 中野★陽     | 飯村正之            | 湯川純、小山知洋 丸山修二、神田岳 | 第4卷           |
| 第12話                        |          | 二天龍，衝突！                   | 吉岡孝夫   | 柳澤哲也    | 南康宏              | 後藤潤二、神田岳 石動仁 | 第4卷           |
| 第13話 （OVA）                |          | 胸部，包緊我吧！                 |            | 柳澤哲也    | 南康宏 吉田俊司     | 神田岳、後藤潤二 |                 |
| 第3期「BorN」                 |          |                                  |            |             |                     | |                 |
| 第1話                         |          | 暑假，前往冥界！                 | 吉岡孝夫   | 柳澤哲也    | 吉田俊司            | 石動仁、野本正幸 清水勝祐 | 第5卷           |
| 第2話                         |          | 年輕惡魔，集合！                 | 吉岡孝夫   | 岡本英樹    | 淺見松雄            | 柴田篤史、中原清隆 門智昭、齋藤大輔 | 第5卷           |
| 第3話                         |          | 貓與龍                           | 吉岡孝夫   | dojag-a-gen | 淺見松雄            | 能條理行、山村俊了 | 第5卷           |
| 第4話                         |          | 迎擊，開始！                     | 吉岡孝夫   | 中野★陽     | 南康宏              | 神田岳、野本正幸 柴田篤史 | 第7卷、部分原創 |
| 第5話                         |          | 暑假的最後一天！                 | 吉岡孝夫   | 高本宣弘    | 間島崇寬            | 關口亮輔、中西理惠 森出剛 | 第7卷、部分原創 |
| 第6話                         |          | 第二學期，開始！                 | 吉岡孝夫   | 柳澤哲也    | 藏本穗高            | 石動仁、芳賀亮 中島美子、齊藤香織 | 第6卷           |
| 第7話                         |          | 對戰前夜！                       | 吉岡孝夫   | 西島克彥    | 矢花馨              | 粟井重紀、千光士海登 渡邊奏、橋本純一 | 第6卷           |
| 第8話                         |          | 拯救愛西亞！                     | 吉岡孝夫   | 葛谷直行    | 吉田俊司            | 神田岳、辻浩樹 石動仁 | 第6卷           |
| 第9話                         |          | 龍中之龍                         | 吉岡孝夫   | 西島克彥    | 野本正幸 南康宏     | 野本正幸、佐佐木萌 田中良、神田岳 石動仁、中西理惠 | 第6卷           |
| 第10話                        |          | 神祕學研究社消失！？             | 吉岡孝夫   | 垣野內成美  | 淺見松雄            | 山村俊了、福島豐明 中野彰子、南伸一郎 吉崎雅博 | 原創            |
| 第11話                        |          | 我，要戰鬥！                     | 吉岡孝夫   | 岡本英樹    | 安部元宏            | 服部益實 Joo hyun woo | 原創            |
| 第12話                        |          | 無論何時，直到永遠！             | 吉岡孝夫   | 柳澤哲也    | 藏本穗高            | 野本正幸、佐佐木萌 神田岳、石動仁 西山伸吾、外山陽介 | 原創            |
| 第13話 （OVA）                |          | 無法復甦的不死鳥                 |            | 柳澤哲也    | 岡本英樹            | 神田岳、石動仁 野本正幸 | 第13卷          |
| 第4期「HERO」                 |          |                                  |            |             |                     | |                 |
| life.00                       |          | 體育館後的聖光                   | 古怒田健志 | 末田宜史    | 喜多幡徹 松尾慎     | 北尾勝、柳澤正秀 小林史緒里、鯉川慎平 | 第6卷           |
| life.01                       |          | 對了，就去京都吧                 | 古怒田健志 | 松尾慎      | 平田豐              | 早坂皋月、野道佳代 鶴田愛 | 第9卷           |
| life.02                       |          | 校外教學，突如其來的襲擊         | 高橋洋一   | 草間正太郎  | 久保太郎            | 宇都木勇、鈴木輪流郎 服部一郎、Ahn hyou jeong | 第9卷           |
| life.03                       |          | 我們是英雄一行人                 | 清水康晴   | 松尾慎      | 門田英彥            | 金澤龍、野道佳代 武本大介 | 第9卷           |
| life.04                       |          | 決戰！吉蒙里眷屬對戰英雄派UN京都 | 古怒田健志 | 松尾慎      | 平田豐              | 柳澤正秀、平田雄三 加藤洋人、橋本英樹 | 第9卷           |
| life.05                       |          | 可能性解放！                     | 古怒田健志 | 頂真司      | 久保太郎            | | 第9卷           |
| life.06                       |          | 校外教學是萬魔殿                 | 清水康晴   | 貓飼密      | 山口美浩            | 柳澤正秀、古川英樹 近藤源一郎、瀨尾康博 張丁、橋本英樹 武本大介、小野田貴之 志生野好、海堂浩幸 吉田潤、櫻井正明 伊集院石燈籠、鶴田愛 中武學                                                 | 第9卷           |
| life.07                       |          | 準備校慶！                       | 古怒田健志 | 松尾慎      | 橘紗央莉 川島勝     | 出雲譽明、小夏華 橋本英樹 | 第10卷          |
| life.08                       |          | 複雜的少女心                     | 高橋洋一   | 五反田三省  | 間島崇寬            | 加藤洋人、小野田貴之 伊集院石燈籠、鯉川慎平 近藤源一郎、張丁 志生野好、中武學 平田勝三、Min Hyeon Sook                                                                                      | 第10卷          |
| life.09                       |          | 新生代最強決定戰開始！           | 清水康晴   | 藤澤俊幸    | 鈴木吉男 黑杉光太郎 | 伊集院石燈籠、早坂皋月 、武本大介 鯉川慎平、近藤源一郎 張丁、築山翔太 野道佳代、鶴田愛 平馬浩二、古川英樹 平田勝三、加藤洋人 海堂浩幸、志生野好 小野田貴之、阿佐谷太郎                      | 第10卷          |
| life.10                       |          | 身為莉雅絲·吉蒙里的眷屬          | 清水康晴   | 高橋成世    | 久保太郎            | 古川英樹、橋本英樹 海堂浩幸、近藤源一郎 築山翔太、加藤洋人 張丁、阿佐谷太郎 小林史織里、野道佳代 鶴田愛、志生野好 平田雄三、佐佐木洋哉 松下清志、伊集院石燈籠                               | 第10卷          |
| life.11                       |          | 赤龍帝對獅子王                   | 高橋洋一   | 貓飼密      | 山口美浩            | 櫻井正明、近藤源一郎 張丁、武本大介 清水勝祐、滿若高代 加藤洋人、半澤純 古川英樹、橋本英樹 平田雄三、海堂浩幸 野道佳代、鶴田愛 佐佐木洋哉、阿佐谷太郎 松下清志、志生野好 大河廣行、築山翔太 | 第10卷          |
| life.12                       |          | 校慶的獅子心                     | 古怒田健志 | 森本育郎    | 山田雅之            | 近藤源一郎、橋本英樹 張丁、平田雄三 海堂浩幸、武本大介 加藤洋人、野道佳代 鶴田愛、志生野好 中武學、阿佐谷太郎 佐佐木洋哉、鳥山冬美 大河廣行、伊集院石燈籠 、櫻井正明 小林史織里             | 第10卷          |

### 播放電視台
| 播放地區 | 播放電視台              | 播放日期                | 播放時間（UTC+9）              | 所屬聯播網 | 備註                      |
| 第1期    | 第1期                   | 第1期                   | 第1期                          | 第1期      | 第1期                     |
| -------- | ----------------------- | ----------------------- | ------------------------------ | ---------- | ------------------------- |
| 日本全域 | AT-X                    | 2012年1月6日 - 3月23日  | 星期五 11時00分 - 11時30分     | 衛星電視   | 有重播 有年齡限制         |
| 神奈川縣 | 神奈川電視台            | 2012年1月11日 - 3月28日 | 星期三 25時15分 - 25時45分     | 獨立UHF局  |                           |
| 千葉縣   | 千葉電視台              | 2012年1月11日 - 3月28日 | 星期三 26時00分 - 26時30分     | 獨立UHF局  |                           |
| 愛知縣   | 愛知電視台              | 2012年1月11日 - 3月28日 | 星期三 26時00分 - 26時30分     | 東京電視網 |                           |
| 兵庫縣   | SUN電視台               | 2012年1月11日 - 3月28日 | 星期三 26時05分 - 26時35分     | 獨立UHF局  |                           |
| 東京都   | TOKYO MX                | 2012年1月12日 - 3月29日 | 星期四 25時30分 - 26時00分     | 獨立UHF局  |                           |
| 日本全域 | BS11                    | 2012年1月14日 - 3月31日 | 星期六 24時30分 - 25時00分     | 衛星電視   | ANIME+節目                |
| 日本全域 | 萬代頻道                | 2012年1月27日 - 4月13日 | 星期五 12時00分 更新           | 網路電視   | 第1話免費 第2話以後需付費 |
| 日本全域 | NICONICO                | 2012年1月27日 - 4月13日 | 星期五 15時00分 更新           | 網路電視   | 第1話免費 第2話以後需付費 |
| 第2期    |                         |                         |                                |            |                           |
| 日本全域 | AT-X                    | 2013年7月7日 - 9月22日  | 星期日 20時00分 - 20時30分     | 衛星電視   | 有重播 有年齡限制         |
| 千葉縣   | 千葉電視台              | 2013年7月7日 - 9月22日  | 星期日 24時30分 - 25時00分     | 獨立UHF局  |                           |
| 東京都   | TOKYO MX                | 2013年7月8日 - 9月23日  | 星期一 25時30分 - 26時00分     | 獨立UHF局  |                           |
| 兵庫縣   | SUN電視台               | 2013年7月9日 - 9月24日  | 星期二 26時00分 - 26時30分     | 獨立UHF局  |                           |
| 愛知縣   | 愛知電視台              | 2013年7月10日 - 9月25日 | 星期三 27時05分 - 27時35分     | 東京電視網 |                           |
| 日本全域 | BS11                    | 2013年7月11日 - 9月26日 | 星期四 24時30分 - 25時00分     | 衛星電視   | ANIME+節目                |
| 第3期    |                         |                         |                                |            |                           |
| 日本全域 | AT-X                    | 2015年4月4日 - 6月20日  | 星期六 23時00分 - 23時30分     | 衛星電視   | 有重播 有年齡限制         |
| 東京都   | TOKYO MX                | 2015年4月6日 - 6月22日  | 星期一 24時30分 - 25時00分     | 獨立UHF局  |                           |
| 兵庫縣   | SUN電視台               | 2015年4月6日 - 6月22日  | 星期一 26時00分 - 26時30分     | 獨立UHF局  |                           |
| 愛知縣   | 愛知電視台              | 2015年4月7日 - 6月23日  | 星期二 26時05分 - 26時35分     | 東京電視網 |                           |
| 日本全域 | BS11                    | 2015年4月9日 - 6月25日  | 星期四 25時00分 - 25時30分     | 衛星電視   | ANIME+節目                |
| 第4期    |                         |                         |                                |            |                           |
| 日本全域 | AT-X                    | 2018年4月10日 - 日      | 星期二晚上 23時00分 - 23時30分 | 衛星電視   | 有重播 有年齡限制         |
| 東京都   | 東京都會電視台/TOKYO MX | 2018年4月11日           | 星期二深夜 24時30分 - 25時00分 | 獨立UHF局  |                           |
| 兵庫縣   | SUN電視台               | 2018年4月11日           | 星期二深夜 24時30分 - 25時00分 | 獨立UHF局  |                           |
| 京都府   | 京都放送                | 2018年4月11日           | 星期二深夜 25時30分 - 25時00分 | 獨立UHF局  |                           |
| 愛知縣   | 愛知電視台              | 2018年4月11日           | 星期二深夜 25時35分 - 26時05分 | 東京電視網 |                           |
| 日本全域 | 日本BS放送/BS11         | 2018年4月12日 -         | 星期三深夜 24時00分 - 24時30分 | 衛星電視   | ANIME+節目                |

### 映像特典
《妄想爆搖解除原創視像（妄想爆揺解除オリジナルビデオ）》，第1期藍光／DVD各卷收錄，石踏一榮完全監修的短篇動畫。
| 話數  | 日文標題                  | 中文標題                    | 劇本     | 分鏡     | 演出     | 作畫監督     | 總作畫監督 |
| 第1期 | 第1期                     | 第1期                       | 第1期    | 第1期    | 第1期    | 第1期        | 第1期      |
| ----- | ------------------------- | --------------------------- | -------- | -------- | -------- | ------------ | ---------- |
| Vol.1 |                           | 海水浴、出發吧              | 吉岡孝夫 | 久保太郎 | 久保太郎 | 内田孝       | 後藤潤二   |
| Vol.2 |                           | 朱乃學姐、個人訓練          | 吉岡孝夫 | 小寺勝之 | 久保太郎 | 内田孝       | 後藤潤二   |
| Vol.3 |                           | 小貓、有一點大膽的...喵     | 吉岡孝夫 | 小寺勝之 | 久保太郎 | 内田孝       | 後藤潤二   |
| Vol.4 |                           | 消失的衣服、其中的秘密是？  | 吉岡孝夫 | 小林孝志 | 小林孝志 | 内田孝       | 後藤潤二   |
| Vol.5 |                           | 烏龍麵、來製作吧！          | 吉岡孝夫 | 小林孝志 | 小林孝志 | そらもとかん | 後藤潤二   |
| Vol.6 |                           | 愛西亞、變身吧！            | 吉岡孝夫 | 小林孝志 | 小林孝志 | 神田岳       | 後藤潤二   |
| BorN  |                           |                             |          |          |          |              |            |
| Vol.1 | リアスと朱乃 女の戦い！？ | 莉亞絲與朱乃 女人的戰爭！？ |          | 西島克彥 | 相浦和也 | 齊藤香織     | 不適用     |
| Vol.2 |                           | 教會三人組的內衣 阿門！     |          | 西島克彥 | 相浦和也 | 齊藤香織     | 不適用     |
| Vol.3 |                           | 小貓的仙術治療 喵           |          | 西島克彥 | 相浦和也 | 齊藤香織     | 不適用     |
| Vol.4 |                           | 蒼蒼(蒼那)與莉維坦☆         |          | 西島克彥 | 相浦和也 | 齊藤香織     | 不適用     |
| Vol.5 |                           | 澡堂裡的葛瑞菲雅            |          | 西島克彥 | 相浦和也 | 齊藤香織     | 不適用     |
| Vol.6 |                           | 實錄！蘿絲維瑟老師          |          | 西島克彥 | 相浦和也 | 齊藤香織     | 不適用     |

## 遊戲
平台：3DS，發售商：角川遊戲。
2013年12月19日發售。

### 登場人物
詳細人物資料請參見惡魔高校D×D角色列表

### 故事
基本上截自原作1卷、2卷（即動畫第一期）。

平台：PS Vita。
類型：RPG。